# 萩野志保子
萩野志保子（日语：萩野 志保子，1972年8月24日—），日本朝日電視台所屬的女性播報員。現播報部門主任。身高162cm。B型血。

## 經歷
出身於高知縣四萬十市。慶應義塾女子高等學校、慶應義塾大學文學部畢業。
1996年4月進入朝日電視台開始她的主播生涯。同年10月至1997年9月與藝人上岡龍太郎一起主持問答遊戲節目《超次元計時炸彈》。之後才以播報員的身分廣泛負責過《STATION EYE》的一般主播、《Super J Channel》的體育主播、《烏合之眾Wide》的氣象主播及《ANN NEWS&SPORTS》等新聞節目的播報工作。
除了從事新聞播報的工作之外，還擔任過《突如其來！黃金傳說。》等綜藝節目的旁白。2000年代以後也參加同電視台播出動畫的聲優工作。2005年3月，新版《哆啦A夢》聲優陣容煥然一新之下，接演作品要角出木杉英才至今。
私生活方面，2000年與大她10歲以上的影像創意人井口進結婚，但在2007年秋天離婚。再婚之後的2014年2月19日，她在自己的官方網站頁面宣布第一胎已經有5個月大。其後向公司請產假和育嬰假有1年的時間，直到2015年11月賦歸。

## 人物
- 本身是足球迷，因此負責過BS朝日足球節目《荷蘭甲組足球聯賽》的實況轉播[來源請求]。還有，曾計劃在足球雜誌《totoONE（日语：トトワン）》進行連載（日语：スポーツ振興くじ#toto）[來源請求]。
- 她說自己的視力本來就不太好，因此有一段時間總是戴著隱形眼鏡上節目，但是卻讓視力更加惡化之下才改戴眼鏡[來源請求]。在負責足球實況轉播期間，曾製作多副與J聯賽所有球隊代表色一模一樣的眼鏡，此事也讓時任J聯賽主席（日语：Jリーグチェアマン）的川淵三郎（現任日本足球協會名譽會長）感到驚訝[來源請求]。

## 現在出演節目
※2014年6月起請產假和育嬰假，直到2015年11月賦歸。

### 電視節目
- 是的！這裡是朝日電視台（日语：はい!テレビ朝日です）（1999年10月－2000年6月、2016年1月24日－）
- 極上空間（日语：極上空間）（BS朝日，旁白，2018年1月6日 - ）

### 動畫配音

#### 電視動畫
- 哆啦A夢 (2005年版)（出木杉英才，2005年5月27日－）

#### 電影動畫
- 哆啦A夢系列（出木杉英才）
  - 第27部：新·大雄的魔界大冒險 ～7人魔法使～（2007年）
  - 第28部：大雄與綠之巨人傳（2008年）
  - 第29部：新·大雄的宇宙開拓史（2009年）[4]
  - 第30部：大雄的人魚大海戰（2010年）
  - 第32部：大雄與奇跡之島（2012年）
  - 第34部：新·大雄的大魔境（2014年）
  - STAND BY ME 哆啦A夢（2014年）
  - 第38部：大雄的金銀島（2018年）
  - 第39部：大雄的月球探測記（2019年）
- GO-CHAN。 ～莫可與珍獸森林的夥伴們～（日语：ゴーちゃん。#劇場アニメ）（莫可的母親，2017年）[5]
- GO-CHAN。 ～莫可與冰上的約定～（莫可的母親，2018年）[6]

## 過去出演節目

### 電視節目
- 朝！N天CNN（1996年6月－1997年9月）
- 早起1番&天（1996年9月30日－1998年3月27日）
- （1996年10月4日－1997年3月28日）
- 超次元計時炸彈（日语：超次元タイムボンバー）（主持人，1996年10月－1997年9月）
- Sunday Jungle（日语：サタデージャングル・サンデージャングル）（1997年4月－1997年9月、2000年4月－2001年3月）
- Super J Channel（日语：スーパーJチャンネル）（1997年4月－1998年9月、2002年4月－2002年9月）
- 遊（負責年份不詳）
- 火焰挑戰者 27小時馬拉松特別節目（日语：27時間チャレンジテレビ）（主持人、「番」等，1997年11月）
- 真相究明！傳言檔案（日语：真相究明!噂のファイル）（1998年4月－1998年9月）
- 烏合之眾Wide（日语：やじうまワイド）（1999年4月5日－1999年10月2日）
- 長島三奈的熱鬥！運動M18（日语：長島三奈の熱闘!スポーツM18）（1999年4月－2000年3月）
- 快報！運動CUBE（日语：速報!スポーツCUBE）（2000年4月－2001年3月）
- 什麼!?（日语：ナンだ!?）（旁白，2002年10月10日－2007年9月27日）
- 週刊在家裡烹飪（日语：おかずのクッキング）（旁白，負責年份不詳）
- 烏合之眾Plus（日语：やじうまプラス）（週六新聞主播，2003年4月－2006年4月1日）
- 地井散步（日语：ちい散歩）（旁白，2006年4月3日－2012年5月4日）
- ANN NEWS&SPORTS（日语：ANN NEWS&SPORTS）（新聞主播，2006年4月2日－2013年11月10日）
  - 2001年4月－2002年3月間負責播報體壇回顧
  - 2012年9月29日以前負責播報週六體壇消息（之後週末版從同年10月起到節目終了為止改在「Portal NEWS&SPORTS（日语：ポータル ANNニュース&スポーツ）」播出）
- 突如其來！黃金傳說。（旁白）
- 新聞的深層（日语：ニュースの深層）（週三新聞主播。2013年3月31日以前在朝日New Star（日语：朝日ニュースター）播出，同年4月至2014年2月改在朝視2頻道 NEWS&SPORTS（日语：テレ朝チャンネル）播出）－以前負責星期二→星期五。
- 竹中平藏、上田晉也的日本怎麼做（BS朝日）
- ＃（旁白，2016年4月3日－9月25日）

### 動畫配音

#### 電視動畫
- （小清的配音，1999年4月－2000年12月）
- 我們這一家（下集預告播報員的配音，2002年4月19日－2009年9月19日）
- 閃亮雙胞胎（旁白，2009年10月9日－2010年6月26日）

### 不定期
電視節目
- ANN NEWS（日语：ANNニュース）
- News Access（日语：News Access）（BS朝日）

## 與萩野同期的播報員
- 川島淳（日语：川島淳）（目前轉移到組織部門）
- 吉元潤子（日语：古澤琢）（目前轉移到宣傳部門）
- 吉元潤子（日语：吉元潤子）（2002年離職）

## 腳註

## 外部連結
- （日語）－朝日電視台主播官方網站。
- （日語）－朝日電視台特別記事官方網站。
- [永久] （日語）－萩野志保子的官方個人部落格。